# Quercus crispula
Espèce
Quercus mongolica subsp. crispula, Quercus crispula, chêne japonais, ou encore mizunara (水楢), est un type de chêne utilisé pour la fabrication de fût, tout comme le chêne américain (Quercus alba) ou le chêne européen (Quercus robur).
Il est utilisé au Japon notamment pour le vieillissement du whisky. Durant la Seconde Guerre mondiale, les japonais ont commencé à utiliser ce chêne d'origine locale, endémique  dans les forêts d'Hokkaido et de Tohoku. 
Aujourd'hui les fûts de mizunara représenteraient 10 % des stocks des whiskies vieillis au Japon, mais ses qualités intrinsèques et les arômes qu'ils transmettent sont aujourd'hui reconnus des amateurs de whiskies japonais. Récemment la variété a aussi été testé en région de Cognac.